# Baphia puguensis
Espèce
Statut de conservation UICN

 EN B1ab(iii,v)+2ab(iii,v) : En danger
Baphia puguensis est une espèce de plantes à fleurs du genre Baphia de la famille des Fabaceae.

## Répartition

Carte de répartition de Baphia puguensis.

Baphia puguensis est une espèce endémique de Tanzanie.